# 闽侯县博物馆
闽侯县博物馆是位于中华人民共和国福建省福州市闽侯县的一个综合性博物馆，坐落于甘蔗街道民俗园路46号。闽侯县博物馆机构成立于1996年，隶属于闽侯县文化和旅游局管辖，2019年建成新馆，建筑面积逾15000平方米，馆藏文物4000余件。2023年，闽侯县博物馆入选为国家三级博物馆。

## 历史
1958年，闽侯县成立县博物馆机构，一度被人民日报报导为“全国第一家县级博物馆”，其后因人员编制与馆舍不足等因素而撤销，降格为闽侯县文化馆文物组。1994年，闽侯县相关部门投资100余万元人民币建设文博大楼，作为存放藏品的仓库和面积500平方米的展厅，并于1996年建成。1996年6月，文化组重新自闽侯县文化馆机构析出，单独成立闽侯县博物馆。2012年，闽侯县政府开始规划建设博物馆新馆，为其投资达1.85亿元人民币。2019年2月2日，闽侯县博物馆新馆落成开馆。2023年12月，闽侯县博物馆被中华人民共和国国家文物局选为第五批国家三级博物馆。

## 展览规模
闽侯县博物馆建筑面积达15434平方米，占地面积约25.6亩，馆藏文物4064件（套），其中二级文物30件，三级文物706件，品类包括玉石、金属器、陶瓷器、骨器、贝器、竹木藤漆器、古钱币、织物、古籍、书画和革命文物等，并采用雷达互动、纱幕投影、VR等技术展现闽侯的历史文化风貌及非物质文化遗产。
博物馆主体建筑外墙呈圆形，内部分为四层。第一层建有非物质文化遗产展示馆，以及咖啡厅、文创店等其他设施。第二、三层为“八闽首邑——闽侯人文生态展”，分三个展厅展示，第一展厅“薪火相传，置县建治”展示闽侯县自昙石山文化至闽越、汉晋时期的文明与文化的发展；第二展厅“三邑同城，千载共荣”展示闽侯县在唐朝至宋朝时期闽侯作为“八闽首邑”的政治、经济、文化风貌；第三展厅“风云际会，前赴后继”则展示闽侯县的中国近代史，讲述自鸦片战争至中华人民共和国成立之初闽侯县的相关历史与名人。在基本陈列之外，闽侯县博物馆曾与福建省昙石山遗址博物馆联合赴宁夏的固原博物馆举办昙石山遗址相关的特别展览。

## 图集

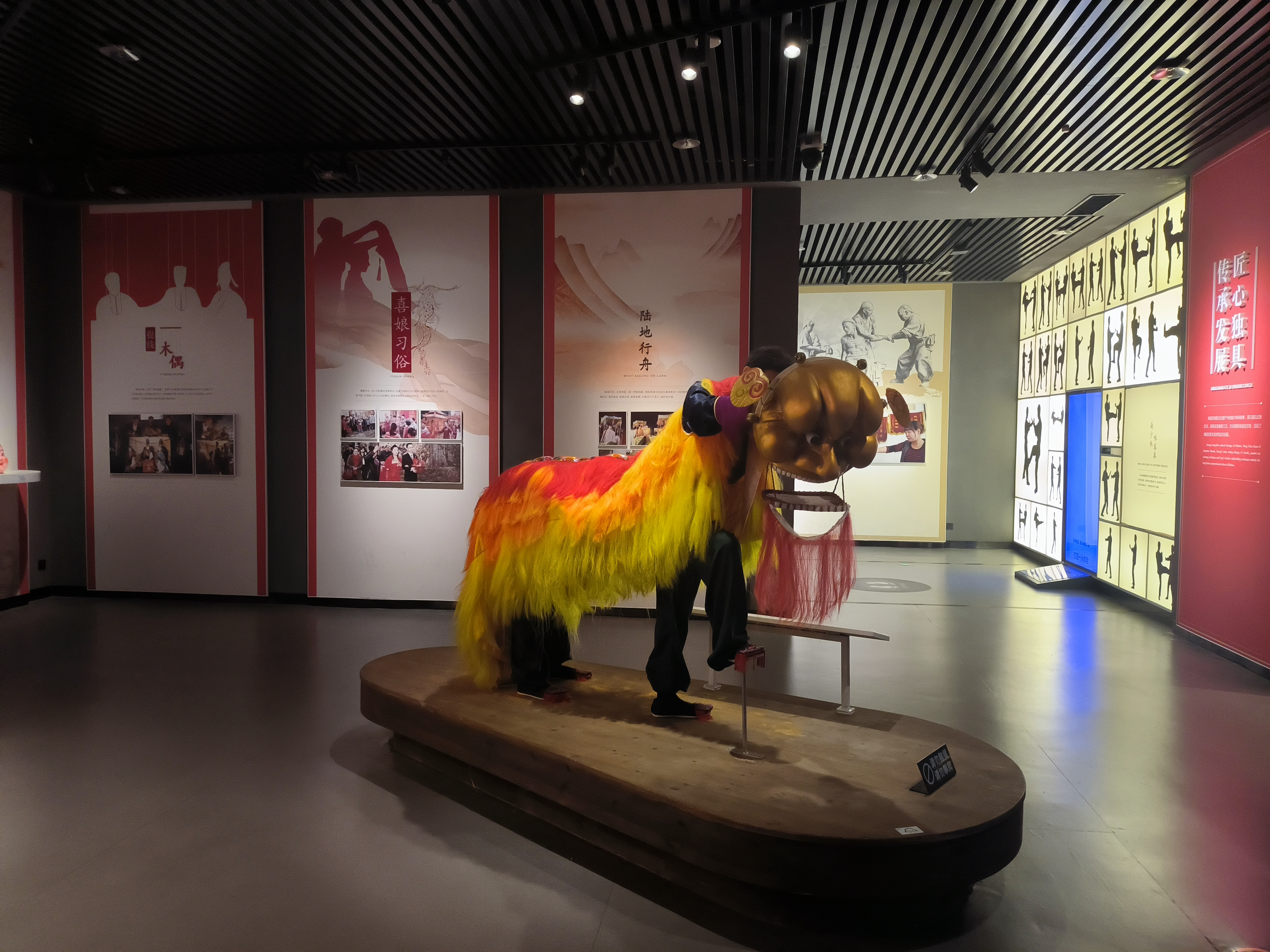
非物质文化遗产厅内的展品与展板。
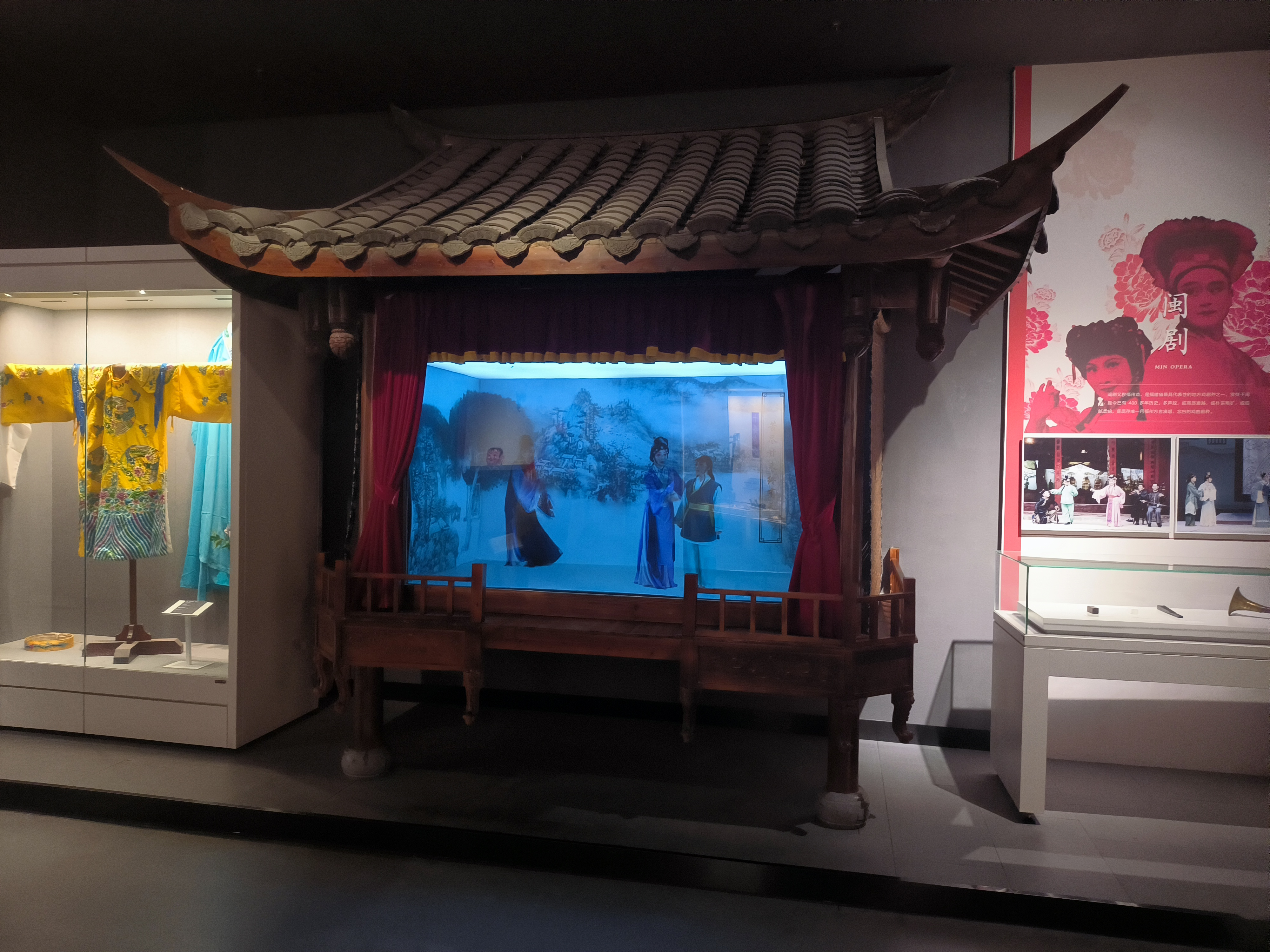
非物质文化遗产展厅内展示当地文化的纱幕。
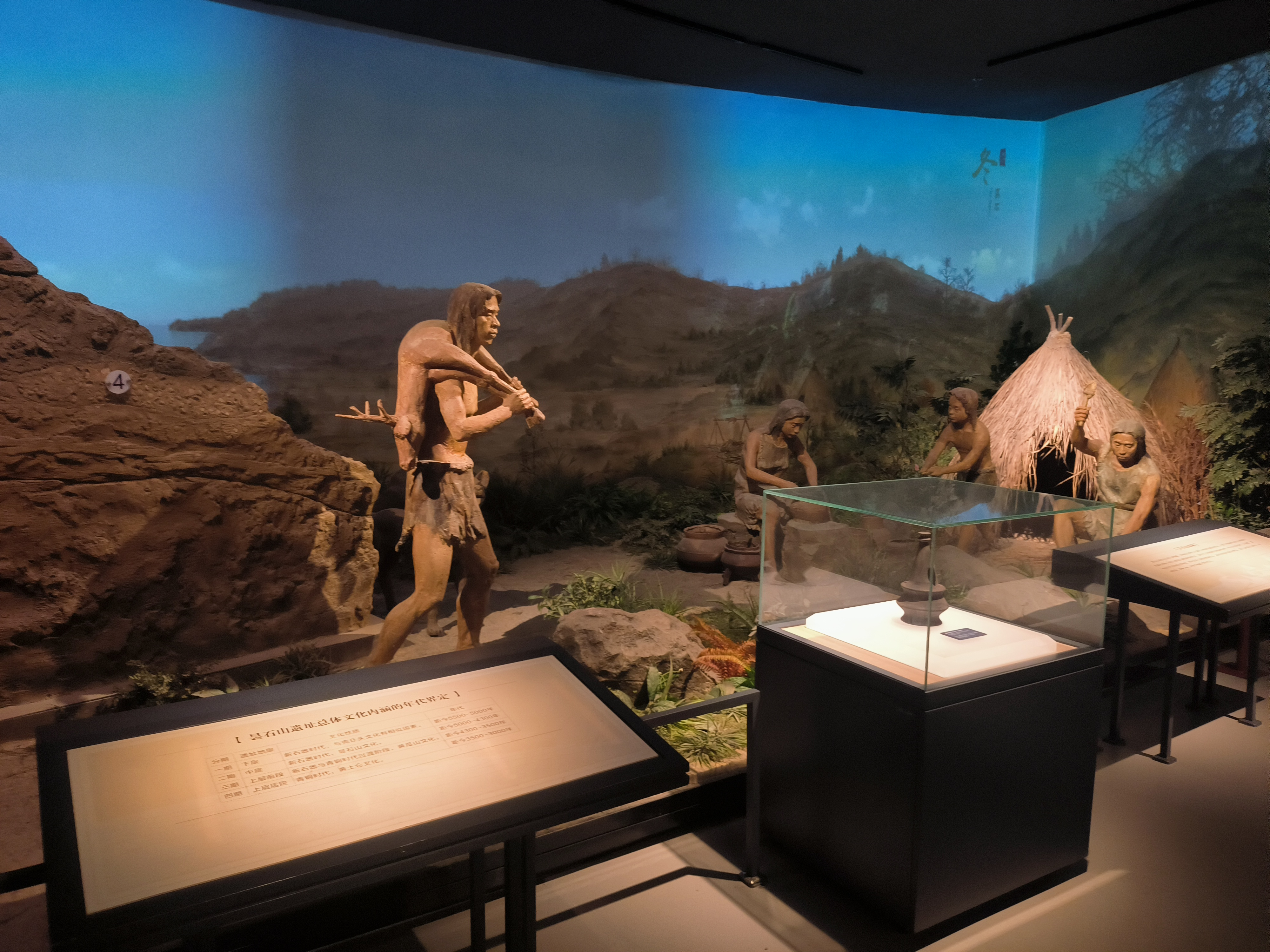
展现昙石山文化时期人类活动的塑像。
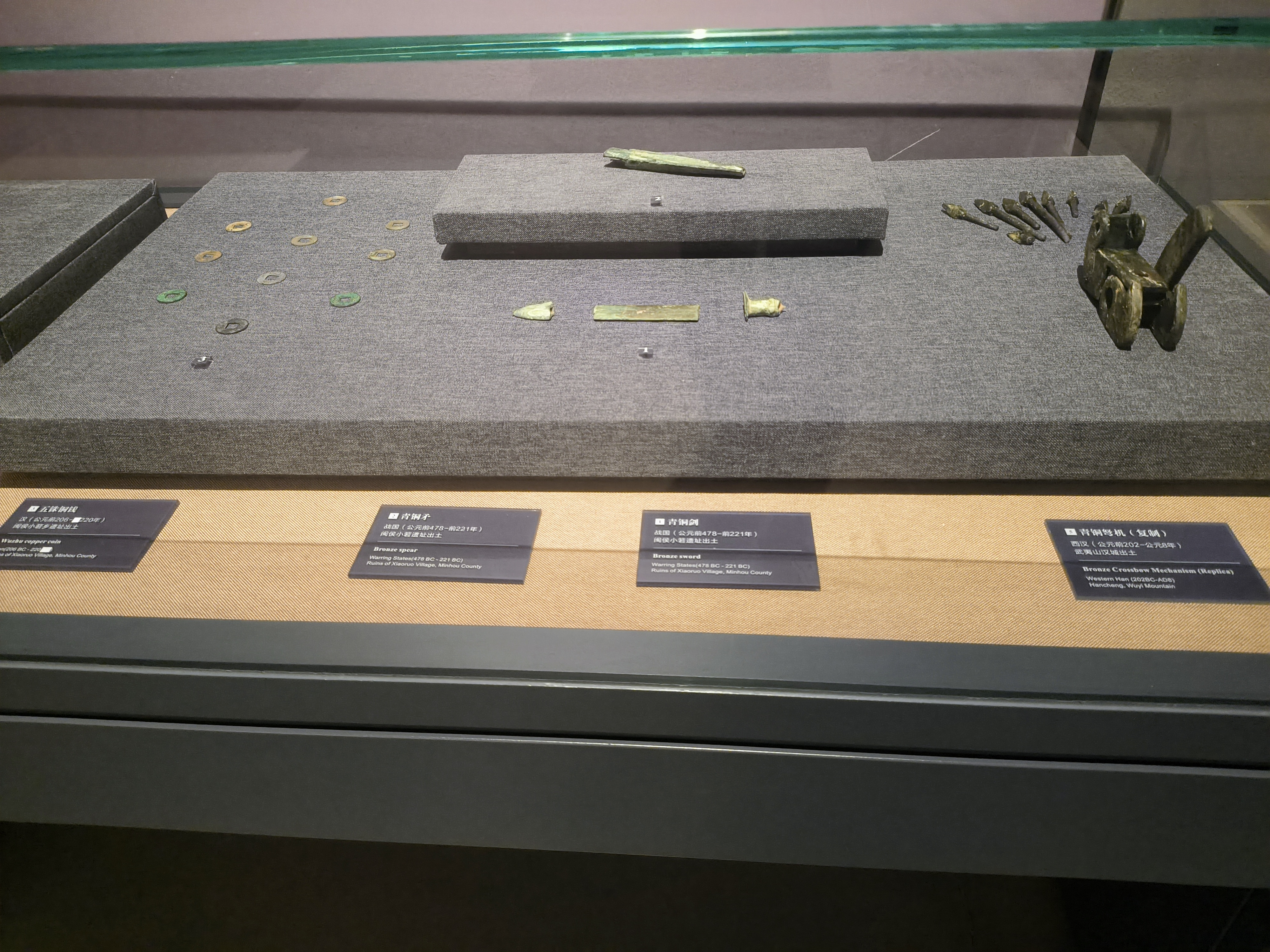
小箬乡小箬遗址出土的青铜时代器具。
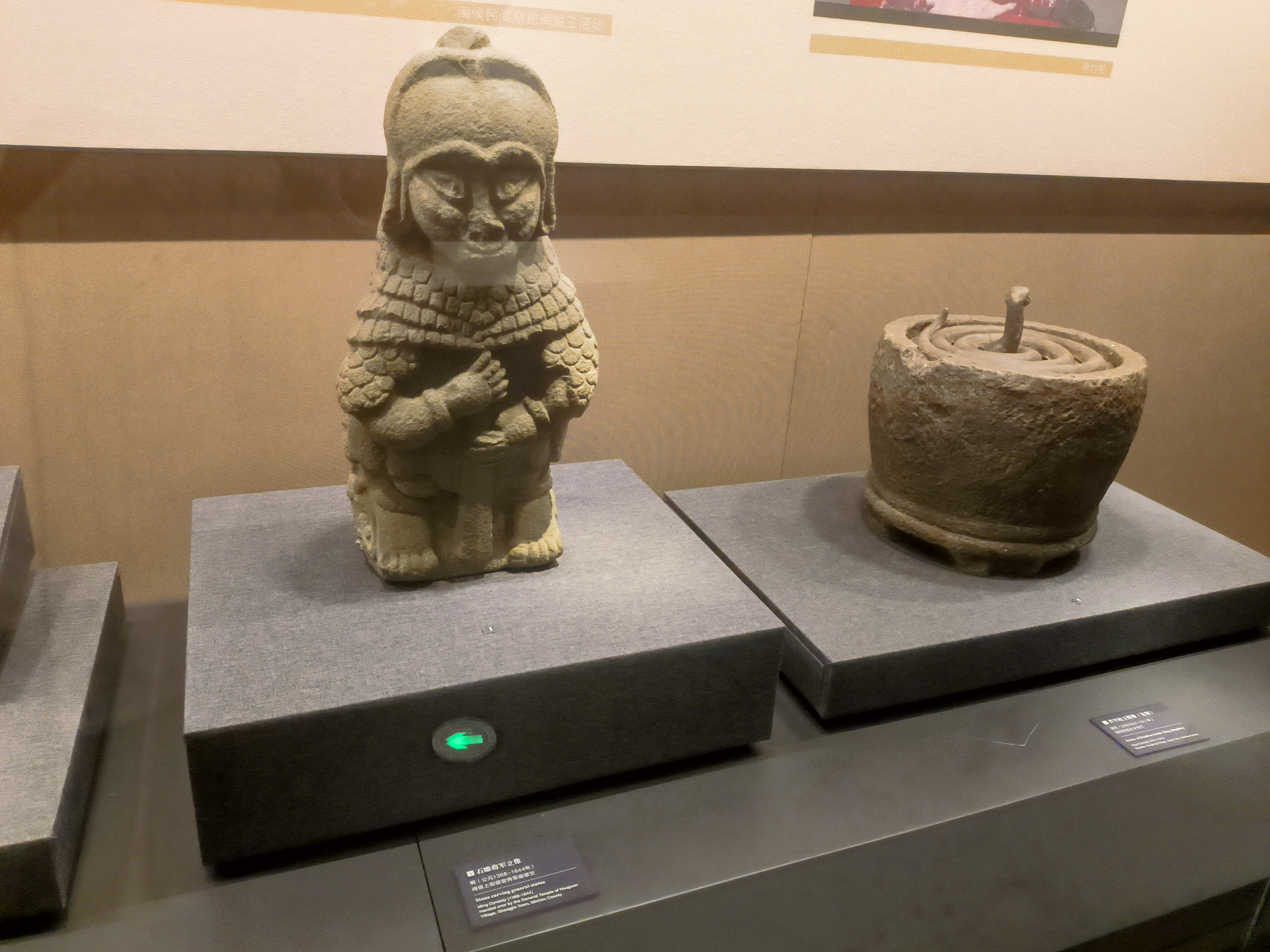
石雕将军像（左）和青竹蛇王像复制品（右）。
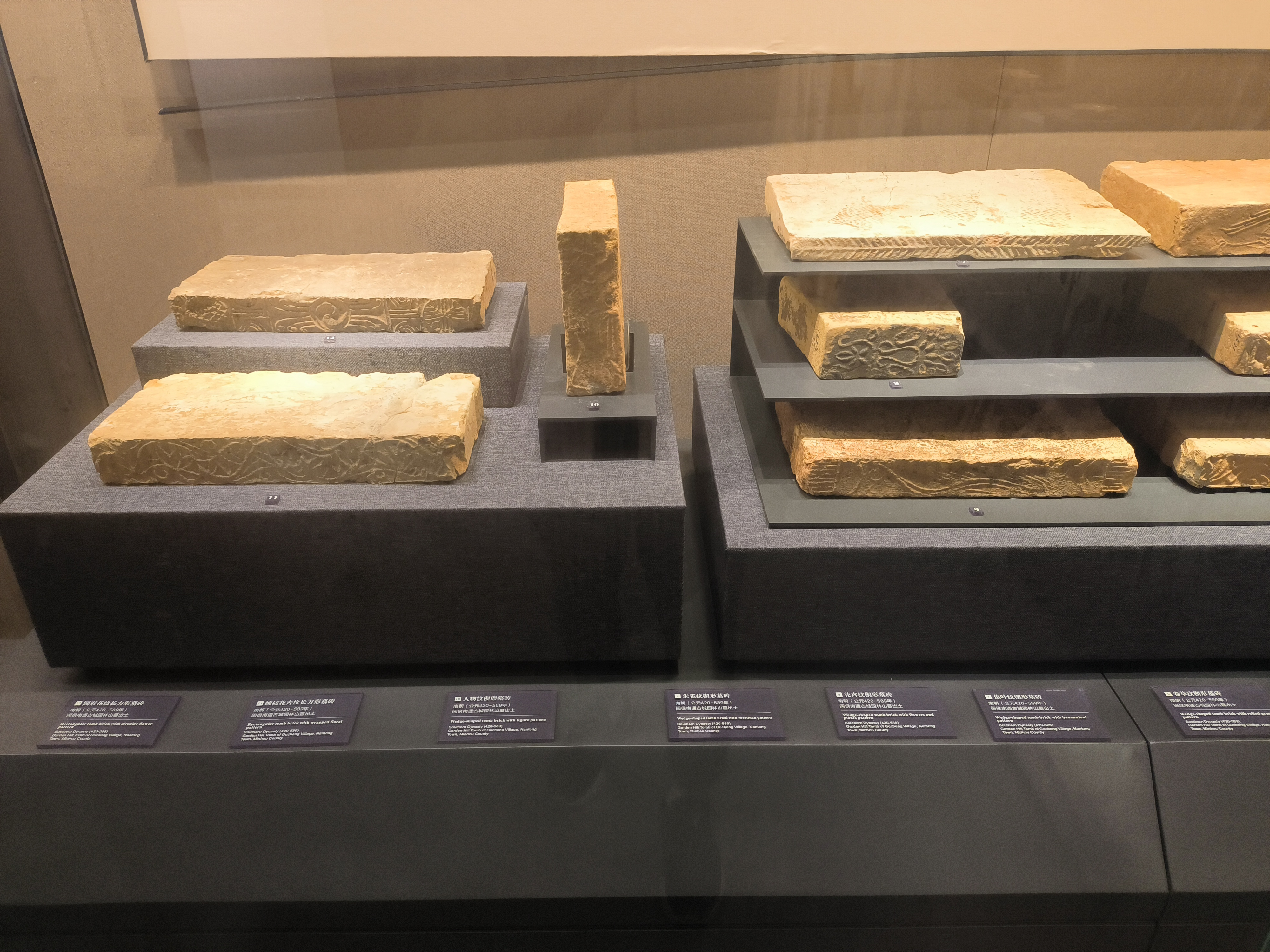
南通镇园林山墓出土的南朝时期墓砖。
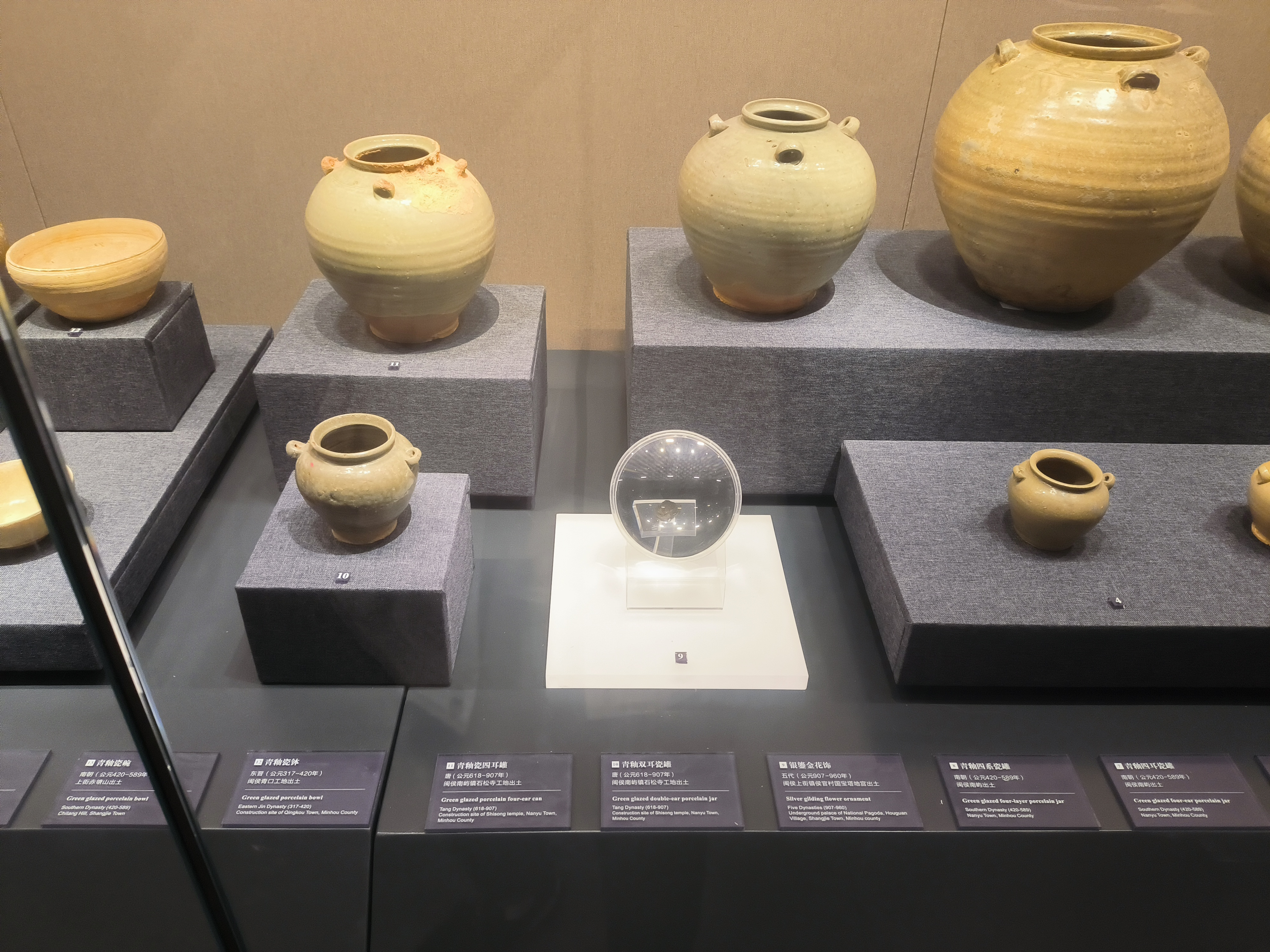
闽侯出土的唐代的青釉瓷罐和银鎏金花饰。
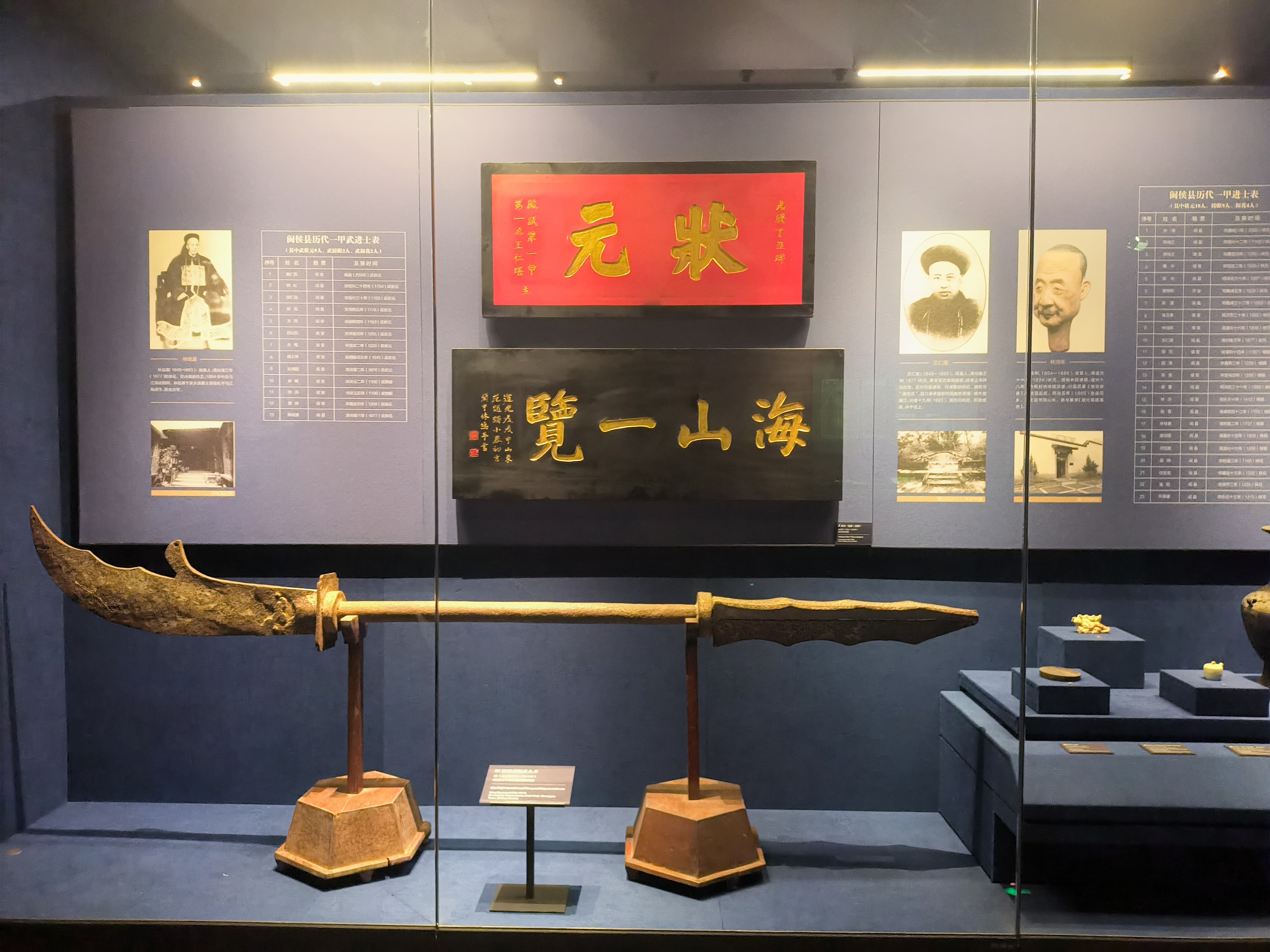
“三邑同城，千载共荣”展厅的展品。
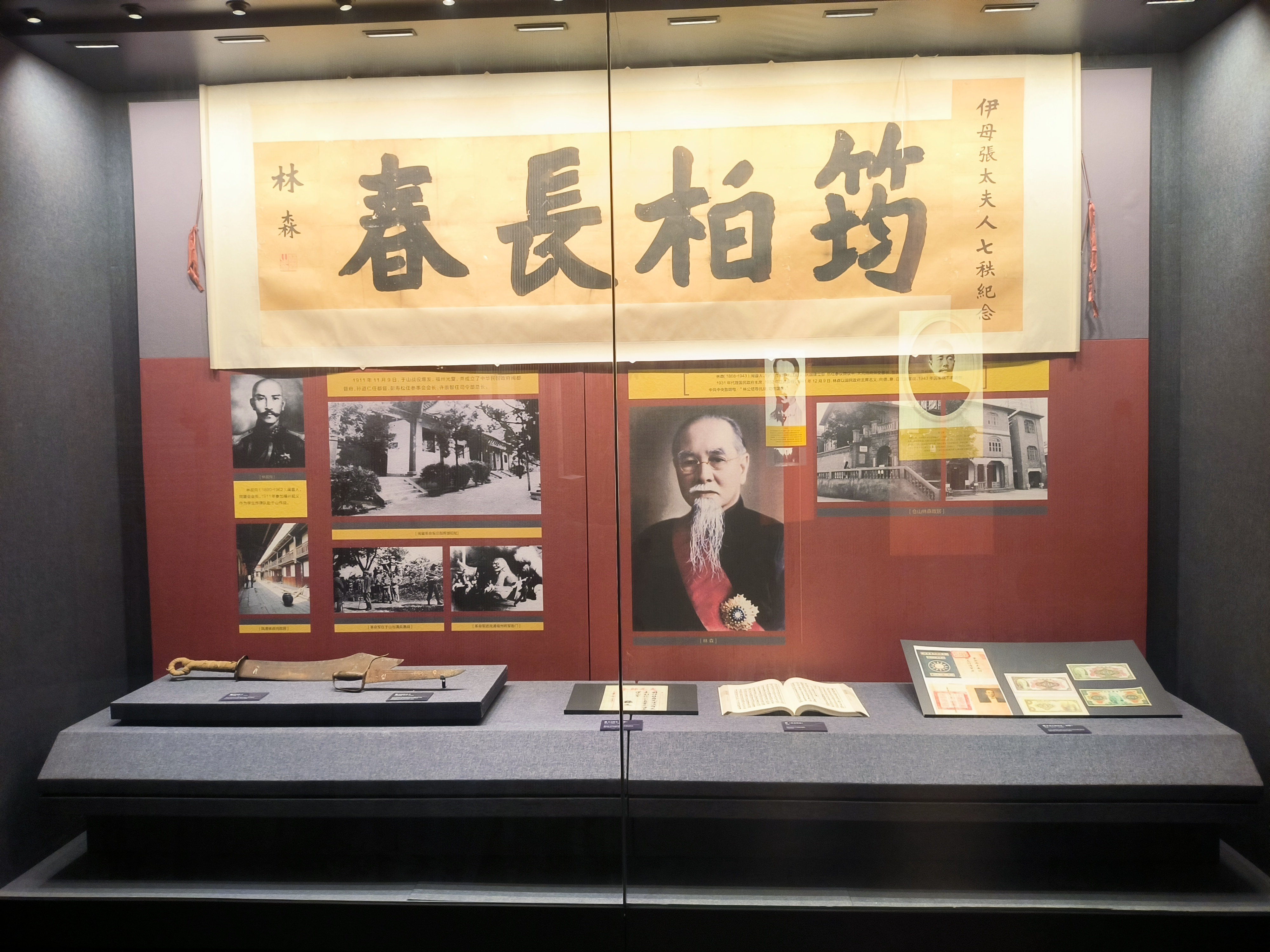
“风云际会，前赴后继”展厅的展品。